# Freestyle Script
Freestyle Script er en uformel skriveskrift font designet af Colin Brignall i 1969 og videreudviklet af Martin Wait i 1981, begge fra den grafiske virksomhed Letraset. Fonten blev ofte brugt i reklamer fra 1980'ene og på fødselsdagskort, logoer m.v. Den fede version af Freestyle Script er designet i 1986. Udgivere af fonten er bl.a. Adobe, ITC, det tidligere Esselte og Letraset. Freestyle Script findes i flere udgaver: Kursiv, Almindelig (regular), Fed (bold), LT, Plain, LET, EF, SB, SH, SH Reg Alt, og SB Reg Alt.

Freestyle Script font understøtter 78 forskellige sprog for kursiv og 33 sprog for andre udgaver (Regular, Bold, Alt, etc.). Der findes også en version fra 1993 med kyrilliske bogstaver.